# قرنه شهوان
قرنه شهوان (به عربی: قرنة شهوان) یک منطقهٔ مسکونی در لبنان است که در شهرستان المتن واقع شده‌است.
 قرنه شهوان  ۲۸٬۰۰۰ نفر جمعیت دارد و ۶۸۰ متر بالاتر از سطح دریا واقع شده‌است.